# Nicolás Escartín
Nicolás Escartín (Huesca, España, 19 de agosto de 1980) es un jugador de bádminton de España.

## Resultados destacados

### Participaciones en el Campeonato del Mundo
- Campeonato mundial de bádminton de 2005 - Dobles masculino

Formando pareja con José Antonio Crespo fue eliminado en 1/64 de final.
- Campeonato mundial de bádminton de 2006 - Dobles masculino

Formando pareja también con José Antonio Crespo, en primera ronda superaron a la pareja turca Ali Kaya - Mehmet Tural por WO. En segunda ronda fueron eliminados por Roman Spitko y Michael Fuchs, de Alemania, por 21-7 y 21-17.

## Títulos

### Campeonatos nacionales
- 2005 - Campeonato de España de bádminton - Dobles masculino
- 2006 - Campeonato de España de bádminton - Dobles masculino

### Campeonatos internacionales
- 2002 - Internacional de Brasil Taca Sao Paulo  - Dobles masculino
- 2002 - Internacional de Italia - Dobles masculino
- 2005 - Internacional de Cuba "Giraldilla" - Dobles masculino

## Clubes
- 1994/2006 - Club Bádminton Huesca - (España)